# ماتيلدي مونتويا
ماتيلدي مونتويا (بالإسبانية: Matilde Montoya)‏ هي طبيبة توليد ‏ مكسيكية، ولدت في 14 مارس 1858 في مدينة مكسيكو في المكسيك، وتوفي بنفس المكان في 26 يناير 1939.